# Рынин, Николай Алексеевич
Николай Алексеевич Рынин (23 декабря 1877, Москва — 28 июля 1942, Казань) — русский советский учёный и популяризатор в области воздухоплавания, авиации и космонавтики, профессор. Один из организаторов и активистов, член бюро ЛенГИРД. Автор ряда работ по реактивной технике, межпланетным сообщениям и освоению стратосферы.

## Биография
Родился в Москве в 23 декабря 1877 года.
В 1883 году после смерти отца оказался в Симбирске, где жили родственники его матери. Получил среднее образование в Симбирской классической гимназии. После окончания гимназии поступил в Петербургский институт инженеров путей сообщения. В 1901 году по окончании института остался работать в нём; с 1921 года — профессор, в течение нескольких лет занимал должность заведующего кафедрой начертательной геометрии.
- в 1909 году — создана одна из первых в России аэродинамическая лаборатория при непосредственном участии Рынина
- в 1917 году — издана монография «Теория авиации»[2].
- в 1918 году — опубликовано его заключение на проект реактивного летательного аппарата Н. И. Кибальчича[2].
- в 1920 году — организован факультет воздушных сообщений, где читал курс воздухоплавания (сам летал на воздушном шаре, дирижабле, самолете, установил несколько рекордов).
- В 1924 году — участвовал в работе московской «Секции межпланетных сообщений» Осоавиахима СССР, в числе членов которой были Ф. Э. Дзержинский, К. Э. Циолковский, В. П. Ветчинкин, Ф. А. Цандер, Я. И. Перельман и другие.
- В 1928 году при участии Рынина в институте была организована Секция межпланетных сообщений.
- В 1928—1932 годах издал «Межпланетные сообщения» (выпуски 1-9) — первый энциклопедический труд по истории и теории реактивного движения и космонавтики.
- В 1930—1932 годах проводил опыты по воздействию ускорений на живые организмы.
- В 1931 году — один из организаторов и активистов, член бюро ЛенГИРД, организованной 13 ноября 1931 года.

В 1932 году в состав ЛенГИРД входило более 400 членов. Большую помощь в организации ЛенГИРД и её работе оказывали сотрудники Газодинамической лаборатории Б. С. Петропавловский, В. А. Артемьев и другие. ЛенГИРД активно пропагандировала ракетную технику, организовывала показательные запуски небольших пороховых ракет, разработала ряд оригинальных проектов экспериментальных ракет (фоторакета, метеорологическая ракета и др.), в частности, ракету Разумова — Штерна с ротативным ЖРД. В 1932 году ЛенГИРД создала курсы по теории реактивного движения.
В 1934 году ЛенГИРД была преобразована в Секцию реактивного движения, которая под руководством М. В. Мачинского продолжала пропагандистскую работу, проводила опыты по воздействию перегрузок на животных и вплоть до начала второй мировой войны вела разработку и испытания модельных ЖРД и ракет оригинальных схем.
- В 1937 году — опубликовал курс «Проектирование воздушных сообщений»[2].

## Память
В 1966 году, связи с 40-летием Газодинамической Лаборатории (ГДЛ) Комиссия Академии наук СССР по лунным наименованиям присвоила кратерам на обратной стороне Луны имена 10 работников ГДЛ. В этом же году были присвоены имена кратерам Луны в честь других учёных и конструкторов, которые в разное время разрабатывали пороховые и жидкостные ракеты: Засядко, Константинов, Кибальчич, Фёдоров, Поморцев, Тихомиров, Кондратюк, Цандер, Петропавловский, Лангемак, Артемьев, Косберг, Рынин, Ильин, Клеймёнов.
Чертежный зал в Петербургском Государственном университете путей сообщения носит имя профессора Рынина.